# تپه روستای قدیم
تپه روستای قدیم مربوط به سده‌های میانه و متاخر دوران‌های تاریخی پس از اسلام است و در شهرستان ماهنشان، بخش انگوران، دهستان قلعه جوق، جنوب روستای قلعه جوق واقع شده و این اثر در تاریخ ۲۷ بهمن ۱۳۸۷ با شمارهٔ ثبت ۲۴۵۹۲ به‌عنوان یکی از آثار ملی ایران به ثبت رسیده است.